# Домашний чемпионат Великобритании 1906
Домашний чемпионат Великобритании 1906 (англ. 1906 British Home Championship) или «Домашний международный чемпионат 1906» (англ. 1906 Home International Championship) — двадцать третий розыгрыш Домашнего чемпионата Великобритании, футбольного турнира с участием сборных четырёх стран Великобритании (Англии, Шотландии, Уэльса и Ирландии). Победителем соревнования стали сразу две сборные (Англия и Шотландия), набравшие равное количество очков, что было единственным критерием при определении чемпиона (дополнительные показатели типа разницы голов в то время ещё не использовались).
Турнир начался 17 февраля 1906 года, когда англичане в Белфасте разгромили ирландцев со счётом 5:0. 3 марта валлийцы обыграли шотландцев в Эдинбурге со счётом 2:0. Затем шотландцы с минимальным счётом обыграли ирландцев в Дублине, а англичане с тем же счётом победили валлийцев в Кардиффе. В своём последнем матче валлийцы и ирландцы в захватывающем матче сыграли вничью со счётом 4:4. Перед последней игрой с шотландцами англичанам было достаточно ничьей для победы в турнире, однако Шотландия одержала победу со счётом 2:1 на «Хэмпден Парк», в результате чего догнала Англию по очкам и разделила победу в турнире с англичанами.
Отрывок матча между сборными Уэльса и Ирландии в Рексеме был снят на киноплёнку компанией Mitchell and Kenyon; это одна из старейших уцелевших видеозаписей матчей национальных сборных.

## Турнирная таблица
| Поз | Команда       | И | В | Н | П | МЗ | МП | РМ | О |
| --- | ------------- | - | - | - | - | -- | -- | -- | - |
| 1   | Англия (Ч)    | 3 | 2 | 0 | 1 | 7  | 2  | +5 | 4 |
| 1   | Шотландия (Ч) | 3 | 2 | 0 | 1 | 3  | 3  | 0  | 4 |
| 3   | Уэльс         | 3 | 1 | 1 | 1 | 6  | 5  | +1 | 3 |
| 4   | Ирландия      | 3 | 0 | 1 | 2 | 4  | 10 | −6 | 1 |

## Результаты матчей
| Ирландия | 0:5     | Англия                                            |
| -------- | ------- | ------------------------------------------------- |
|          | (отчёт) | - Бонд 26′ 89′ - Браун 32′ - Харрис 56′ - Дэй 70′ |

| Шотландия | 0:2     | Уэльс                                |
| --------- | ------- | ------------------------------------ |
|           | (отчёт) | - Лот Джонс 50′ - Джон Лав Джонс 65′ |

| Ирландия | 0:1     | Шотландия |
| -------- | ------- | --------- |
|          | (отчёт) | Фитчи 52′ |

| Уэльс | 0:1     | Англия  |
| ----- | ------- | ------- |
|       | (отчёт) | Дэй 86′ |

| Уэльс                                | 4:4     | Ирландия                           |
| ------------------------------------ | ------- | ---------------------------------- |
| - Грин 13′ 20′ 28′ - Морган-Оуэн 55′ | (отчёт) | - Слоун 10′ 25′ 74′ - Максуэлл 72′ |

| Шотландия    | 2:1     | Англия     |
| ------------ | ------- | ---------- |
| Хауи 40′ 55′ | (отчёт) | Шеперд 81′ |

## Победители
| Победитель Домашнего чемпионата 1906 |
| Англия Четырнадцатый титул           |

| Победитель Домашнего чемпионата 1906 |
| Шотландия Тринадцатый титул          |

## Бомбардиры
- 3 гола
  -  Артур Грин[англ.]
  -  Харолд Слоун[англ.]

- 2 гола
  -  Дики Бонд[англ.]
  -  Самьюэл Дэй[англ.]
  -  Джеймс Хауи[англ.]